# Destiny Chukunyere
Destiny Chukunyere (Birkirkara, 29 augustus 2002) is een Maltese zangeres.

## Biografie
Chukunyere werd op 29 augustus 2002 geboren in Birkirkara, en gaat naar school in Ħamrun. Haar moeder is een etnisch Maltese, haar vader is de voormalige Nigeriaanse profvoetballer Ndubisi Chukunyere.
Op negenjarige leeftijd begon Chukunyere te zingen. In 2014 werd ze derde in Kanzunetta Indipendenza en won ze het muziekfestival Asteriks en Sanremo Junior in Italië.
In de zomer van 2015 nam Chukunyere deel aan de Maltese preselectie voor het Junior Eurovisiesongfestival, die ze won. Zij mocht aldus haar vaderland vertegenwoordigen op het Junior Eurovisiesongfestival 2015, dat gehouden werd in de Bulgaarse hoofdstad Sofia. Uiteindelijk won ze het festival, met 185 punten. Ze werd hiermee de tweede Maltese die het festival won, na Gaia Cauchi twee jaar eerder. Voor haar prestatie ontving ze in december 2015 de Midalja għall-Qadi tar-Repubblika uit handen van de President van Malta, Marie-Louise Coleiro Preca.
Begin 2020 nam ze deel aan het tweede seizoen van X Factor Malta, hetgeen haar meteen een ticket op leverde voor het Eurovisiesongfestival 2020. Het festival werd in verband met de COVID-19-pandemie geannuleerd. De Maltese openbare omroep besloot evenwel om haar intern te selecteren voor deelname aan het Eurovisiesongfestival 2021 met het lied Je me casse. Ze werd daar gezien als een van de kanshebbers voor eindwinst. Ze won haar halve finale, maar in de finale strandde het lied op de zevende plaats.

## Discografie

### Singles
| Single met hitnotering(en) in de Vlaamse Ultratop 50 | Datum van verschijnen | Datum van binnenkomst | Hoogste positie | Aantal weken | Opmerkingen                                  |
| ---------------------------------------------------- | --------------------- | --------------------- | --------------- | ------------ | -------------------------------------------- |
| Je me casse                                          | 2021                  | 29-05-2021            | 48              | 1            | Maltese inzending Eurovisiesongfestival 2021 |

1971: Joe Grech · 
1972: Helen & Joseph · 
1975: Renato · 
1991: Paul Giordimaina & Georgina · 
1992: Mary Spiteri · 
1993: William Mangion · 
1994: Chris & Moira · 
1995: Mike Spiteri · 
1996: Miriam Christine · 
1997: Debbie Scerri · 
1998: Chiara · 
1999: Times Three · 
2000: Claudette Pace · 
2001: Fabrizio Faniello · 
2002: Ira Losco · 
2003: Lynn Chircop · 
2004: Julie & Ludwig · 
2005: Chiara · 
2006: Fabrizio Faniello · 
2007: Olivia Lewis · 
2008: Morena · 
2009: Chiara · 
2010: Thea Garrett · 
2011: Glen Vella · 
2012: Kurt Calleja · 
2013: Gianluca Bezzina · 
2014: Firelight · 
2015: Amber · 
2016: Ira Losco · 
2017: Claudia Faniello · 
2018: Christabelle · 
2019: Michela · 
2021: Destiny Chukunyere · 
2022: Emma Muscat · 
2023: The Busker · 
2024: Sarah Bonnici · 
2025: Miriana Conte
2003: Sarah Harrison · 
2004: Young Talent Team · 
2005: Thea & Friends · 
2006: Sophie Debattista · 
2007: Cute · 
2008: Daniel Testa · 
2009: Francesca & Mikaela · 
2010: Nicole · 
2013: Gaia Cauchi · 
2014: Federica Falzon · 
2015: Destiny Chukunyere · 
2016: Christina Magrin · 
2017: Gianluca Cilia · 
2018: Ela Mangion · 
2019: Eliana Gomez Blanco · 
2020: Chanel Monseigneur · 
2021: Ike & Kaya · 
2022: Gaia Gambuzza · 
2023: Yulan Law
2003: Dino Jelušić · 
2004: María Isabel · 
2005: Ksenia Sitnik · 
2006: The Tolmachevy Twins · 
2007: Aleksej Zjigalkovitsj · 
2008: Bzikebi · 
2009: Ralf Mackenbach · 
2010: Vladimir Arzumanian · 
2011: Candy · 
2012: Anastasija Petryk · 
2013: Gaia Cauchi · 
2014: Vincenzo Cantiello · 
2015: Destiny Chukunyere · 
2016: Mariam Mamadasjvili · 
2017: Polina Bogoesevitsj · 
2018: Roksana Węgiel · 
2019: Wiktoria Gabor · 
2020: Valentina · 
2021: Maléna · 
2022: Lissandro · 
2023: Zoé Clauzure